# Pasta alla Norma
La pasta alla Norma (in lingua siciliana a pasta cu sucu di mulinciani, pasta ca sassa e mulinciani o pasta câ Norma) è un piatto dai sapori tipicamente mediterranei a base di pasta, solitamente maccheroni, condita con pomodoro e con l'aggiunta successiva di melanzane fritte, ricotta salata e basilico.

## Origine
La ricetta è attribuita alla città di Catania, tant'è che è il piatto simbolo della cucina catanese, sebbene numerose varianti della pasta al sugo preparata con le melanzane fossero certamente già diffuse in tutto il meridione prima della nascita ufficiale del piatto
.  
L'origine della dedica alla Norma, che sembra un esplicito riferimento all'omonima opera di Vincenzo Bellini più che a una generica "norma" nel senso di una preparazione fatta "a puntino", non è certa. Sono almeno due le versioni della storia di questo piatto ritenute più plausibili ma non esistono testimonianze dirette e univoche. Secondo alcuni a dare il nome alla ricetta sarebbe stato il commediografo siciliano Nino Martoglio che davanti ad un piatto di pasta così condito avrebbe esclamato "È una Norma!", ad indicarne la suprema bontà e paragonandola alla celebre opera di Vincenzo Bellini: passati parecchi decenni dalla creazione della stessa, l'espressione "è una Norma" era infatti entrata nel modo di dire cittadino per indicare qualsiasi cosa fatta bene.  
Secondo altri, a maggior giustificazione della dedica, la ricetta sarebbe stata perfezionata, reinterpretata e messa a punto sulla base della cucina tradizionale da uno chef siciliano proprio in occasione delle celebrazioni per la nuova opera lirica del grande compositore catanese, destinata a diventare in breve tempo uno dei suoi maggiori successi nonostante una prima alla Scala di Milano travagliata e tutt'altro che incoraggiante; forse in uno dei tanti ricevimenti a cui fu presente lo stesso Bellini nella sua terra natia visto che è da sempre prassi abbastanza consolidata da parte di chef di grido e organizzatori di eventi omaggiare degli ospiti d'onore illustri con piatti creati ad hoc.
In Sicilia è molto diffusa anche la pizza alla Norma, con gli stessi ingredienti del condimento della pasta.
A questo piatto della tradizione catanese e siciliana è stata dedicata anche una "Giornata Nazionale della Pasta alla Norma", che cade il 23 settembre.